# 5-та окрема штурмова бригада (Україна)
5-та окрема штурмова Київська бригада (5 ОШБр, в/ч A4010) — з'єднання Сухопутних військ України чисельністю в бригаду. Бригада оснащена переважно західними зразками озброєнь.
Полк створений навесні 2022 року, після російського вторгнення. Брав участь в боях під Лисичанськом, Сіверськом, Вуглегірськом, Майорським. Бригада у 2023 році воювала в Бахмуті та його околицях.

## Історія
12 березня 2022 року, після початку російського вторгнення, був створений 5-й окремий штурмовий полк з місцем постійної дислокації в м. Києві.
Полк брав участь в боях за Лисичанський НПЗ, Сіверськ, Вуглегірську ТЕС і боях за Майорське.
У жовтні 2022 року полк був залучений до Бахмутської битви, де воював разом із морською піхотою України та силами Національної гвардії.
У 2023 році полк поповнив батальйон «Айдар», полк було переформовано на 5-ту окрему штурмову бригаду.
24 лютого 2023 року бригаді вручено бойове знамено.
17 вересня 2023 року, спільно з 80-ю окремою десантно-штурмовою бригадою та з окремою штурмовою бригадою НПУ «Лють», звільнила село Кліщіївка, яке розташоване біля Бахмута.
29 вересня 2023 року бригада отримала почесне найменування «Київська».
На початку червня 2024 року стало відомо, що бригада почала формування нового спеціалізованого батальйону, який буде укомплектовано засудженими.

## Структура
- Управління (штаб)
- 1-й штурмовий батальйон[9]
- 2-й штурмовий батальйон[10]
- 24-й окремий штурмовий батальйон «Айдар»[1]
- розвідувальний батальйон[11]
- батальйон спеціалізованого призначення «Шквал»[8][12]
- зенітний ракетно-артилерійський дивізіон[13]
- самохідний артилерійський дивізіон[14]
- артилерійський дивізіон[14]
- рота вогневої підтримки[14]
- рота ударних безпілотних авіаційних комплексів[14]
- підрозділ РЕБ[15]
- медична рота[14]
- група секретного документального забезпечення[16]

## Оснащення
Бронетранспортери:
- M113[17]

## Командування
- (2022) полковник Паліса Павло Сергійович
- (2023) полковник Яковенко Олександр Олексійович[18]
- (з 2023) полковник Матіїв Василь Васильович[19]

## Символіка
На п'ятикутному нарукавному знаку старого зразка зображено цифру 5, що її перетинає блискавка. Здолу вміщено гасло — «НА ВІСТРІ СПИСА».

## Традиції
Указом Президента України № 607/2023 від 29 вересня 2023 року бригаді присвоєне почесне найменування «Київська».

## Вшанування
Найвищими державними нагородами відзначені:
- Дикун Ігор Володимирович — старший солдат, заступник командира зведеної роти. Герой України (2022).[21]

### Новини
- Підрозділ «Шмідта» надійно тримає оборону між Авдіївкою та Бахмутом
- «Ми, на жаль, воюємо на своїй землі». Історія Павла Паліси, який навчався в армійському коледжі США та створив в Україні штурмовий полк

### Відео
- Як на Донеччині українські військові б'ють ворога з трофейних танків